# Prado Chaves
Prado Chaves est une importante maison de négoce du café, créée au Brésil au milieu du XIXe siècle, qui s'est ensuite diversifiée dans les scieries, les verreries, le transport frigorifique et le chemins de fer.

## Histoire
Martinho Prado se lance dans la monoculture du café en 1839 et en devient un des planteurs les plus importants. Son frère Antonio Prado (1788-1875), baron depuis 1848, est un habitué de la Cour impériale. Ils cumulent possession d'esclaves et plantations de sucre et de café, ainsi que le transport par mules des marchandises.
Ses enfants fondent en 1887 la Prado Chaves, seule firme d'exportation brésilienne capable de rivaliser avec étrangers dans l'exportation de café. Ils dominent la vie culturelle et politique à Sâo Paulo à la Belle Époque. L'entreprise se diversifie ensuite dans les scieries, les verreries, le transport frigorifique et la Compagnie Pauliste des Chemins de Fer. Antonio Prado en sera le directeur. Un de ses membres, Paulo Prado, est représentant de l'État brésilien dans le comité international de la valorisation du café.